# Shugodai
Les shugodai (守護代) sont des fonctionnaires durant la période féodale du Japon (antérieure à l'époque d'Edo). Ils représentent les shugo provinciaux lorsque ceux-ci ne peuvent exercer leur pouvoir, étant donné qu'ils sont souvent éloignés de leur province. Contrairement aux shugo qui sont nommés à partir du pouvoir central, les shugodai le sont localement.
À la veille de l'époque Sengoku, les shugo renforcent leur emprise sur le pouvoir, conduisant à la disparition effective des shugodai. Cependant, profitant de l'affaiblissement de leur shugo (en guerre, etc.), certains shugodai deviennent seigneurs effectifs de leur province. Le clan Amago de la province d'Izumo est un exemple typique de shugodai devenu daimyo effectif d'une province.

## Source de la traduction
- (en) Cet article est partiellement ou en totalité issu de l’article de Wikipédia en anglais intitulé « Shugodai » (voir la liste des auteurs).